# Blankenfelde-Mahlow
Blankenfelde-Mahlow település Németországban, azon belül Brandenburgban. Lakosainak száma 29 344 fő (2023. december 31.). Blankenfelde-Mahlow Rangsdorf és Großbeeren községekkel határos.

## Népesség
A település népességének változása:
| Lakosok száma | 14 600 | 21 309 | 25 718 | 28 606 | 28 761 | 29 159 | 29 344 |
|               | 1990   | 2000   | 2010   | 2020   | 2021   | 2022   | 2023   |